# Різуха
Різуха (Najas) — рід водних рослин, що космополітичний за поширенням. 

## Етимологія
Назва походить від дав.-гр. Νᾱϊάς — «наяда» (наяди в грецькій міфології є німфами фонтанів і річок), від νάειν — «текти».

## Таксономія
Вперше описаний для сучасної науки Ліннеєм у 1753 році. До 1997 року його рідко поміщали в Hydrocharitaceae і часто сприймали у (сам по собі) родині Najadaceae. Система APG II 2003 р. (без змін від системи APG 1998 р.) відносить рід до родини Hydrocharitaceae, у порядку частухоцвітих (Alismatales) однодольних (Monocotyledon).

## В Україні
В Україні росте 2 корінні види: різуха морська (Najas marina) і різуха мала (Najas minor), а також натуралізований вид Najas graminea.

## Морфологічна характеристика
Це безволосі, в основному однорічні та рідше багаторічні, трав'янисті рослини, що занурені в прісні або солонуваті води. Стебла тонкі, сильно розгалужені, вкорінюються в проксимальних вузлах, іноді озброєні колючками на міжвузлях. Листки прості, суцільні, сидячі, супротивні чи в кільцях, чергові (але зазвичай майже супротивні чи в кільцях), лінійні, 1-жилкові, іноді озброєні колючками на середній жилці абаксіально, краї зазвичай пилчасті чи дрібно-пилчасті. Квітки розміщені поодиноко чи групами в пазухах. Існують як однодомні так і дводомні види. Обгортки переважно присутні в тичинкових квітках, рідко в маточкових, прозорі, бронзові, коричневі, світло-зелені, пурпурові чи червоно-пурпурові. Оцвітина не утворюється. Однонасінний плід нагадує сім'янку. Насіння веретеноподібне чи зворотно-яйцювате.

## Використання
Види Najas marina, Najas flexilis, Najas graminea вживають у їжу. Вид Najas flexilis використовується як пакувальний матеріал для захисту предметів, упакованих у ящики тощо; рослину також можна використовувати як добриво.
Деякі види можуть бути шкідливими, особливо для рисових полів, але вони також важливі як їжа для риб, як зелені добрива тощо.

## Види
1. Najas affinis Rendle – ПАР, Сенегал, Гвінея-Бісау
2. Najas ancistrocarpa A.Braun ex Magnus – Китай, Японія, Тайвань
3. Najas arguta Kunth – Куба, Коста-Рика, Панама, ПАР
4. Najas australis Bory ex Rendle — Індія, Мадагаскар, Маврикій, Квазулу-Натал, Сейшели
5. Najas baldwinii Horn – Західна Африка
6. Najas brevistyla Rendle — Ассам
7. Najas browniana Rendle — південний Китай, Індія, Тайвань, Ява, острів Каверн на Північній території Австралії
8. Najas canadensis Michx. — Канада, США, Північна Європа, Західний Сибір.
9. Najas chinensis N.Z.Wang — Примор'я, Китай, Тайвань, Японія
10. Najas conferta (A.Braun) A.Braun — Куба, Іспаньола, Панама, Бразилія
11. Najas filifolia R.R.Haynes – південний схід США (Джорджія, Алабама, Флорида)
12. Najas flexilis (Willd.) Rostk. & W.L.E.Schmidt — помірна Північна півкуля
13. Najas gracillima (A.Braun ex Engelm.) Magnus – Азія, Північна Америка
14. Najas graminea Delile — Африка, Азія, Нова Гвінея, Меланезія, північна Австралія; натуралізовані в Каліфорнії та деяких частинах Європи
15. Najas grossareolata L.Triest — Шрі-Ланка
16. Najas guadalupensis (Spreng.) Magnus – Північна та ПАР, Карибський басейн
17. Najas hagerupii Horn – Гана, Малі
18. Najas halophila L.Triest – Ява, Нова Гвінея, Квінсленд
19. Najas heteromorpha Griff. ex Voigt — східна Індія
20. Najas horrida A.Braun ex Magnus — Африка, Мадагаскар, Синай
21. Najas indica (Willd.) Cham. — Індійський субконтинент, Китай, Південно-Східна Азія, Нова Гвінея
22. Najas kurziana  Rendle – Біхар, Східний Тимор
23. Najas madagascariensis Rendle — Мадагаскар; натуралізований на Маврикії
24. Najas malesiana W.J.de Wilde — Індія, Бангладеш, Індокитай, Малайзія, Індонезія, Філіппіни; натуралізований на сході Бразилії
25. Najas marina L. — широко поширений і майже космополітичний
26. Najas minor All. — поширений у Європі, Азії, Африці; натуралізований на сході Північної Америки
27. Najas oguraensis Miki — Східна Азія, Гімалаї (Пакистан, Непал, Північна Індія)
28. Najas pectinata (Parl.) Magnus — Сахара
29. Najas pseudogracillima L.Triest – Гонконг
30. Najas rigida Griff. – східна Індія
31. Najas schweinfurthii Magnus — Сенегал, Камерун, Ефіопія, Судан, Танзанія
32. Najas tenuicaulis Miki — острів Хонсю в Японії
33. Najas tenuifolia R.Br. – Гонконг, Південно-Східна Азія, Австралія
34. Najas tenuis Magnus – Індія, Шрі-Ланка, М'янма
35. Najas tenuissima (A.Braun ex Magnus) Magnus — Фінляндія, Росія, Хоккайдо
36. Najas testui Rendle — західна + центральна Африка
37. Najas welwitschii Rendlee — тропічна Африка, західна Індія
38. Najas wrightiana A.Braun — Мексика, Центральна Америка, Куба, Багамські острови, Венесуела; натуралізований у Флориді